# استیو بنکس
استیو بنکس (انگلیسی: Steve Banks؛ زادهٔ ۹ فوریهٔ ۱۹۷۲) یک بازیکن فوتبال اهل بریتانیا است.